# 10827 Doikazunori
10827 Doikazunori eller 1993 TC3 är en asteroid i huvudbältet som upptäcktes den 11 oktober 1993 av de båda japanska astronomerna Kazuro Watanabe och Kin Endate vid Kitami-observatoriet. Den är uppkallad efter amatörastronomen Kazunori Doi.